# Carminho

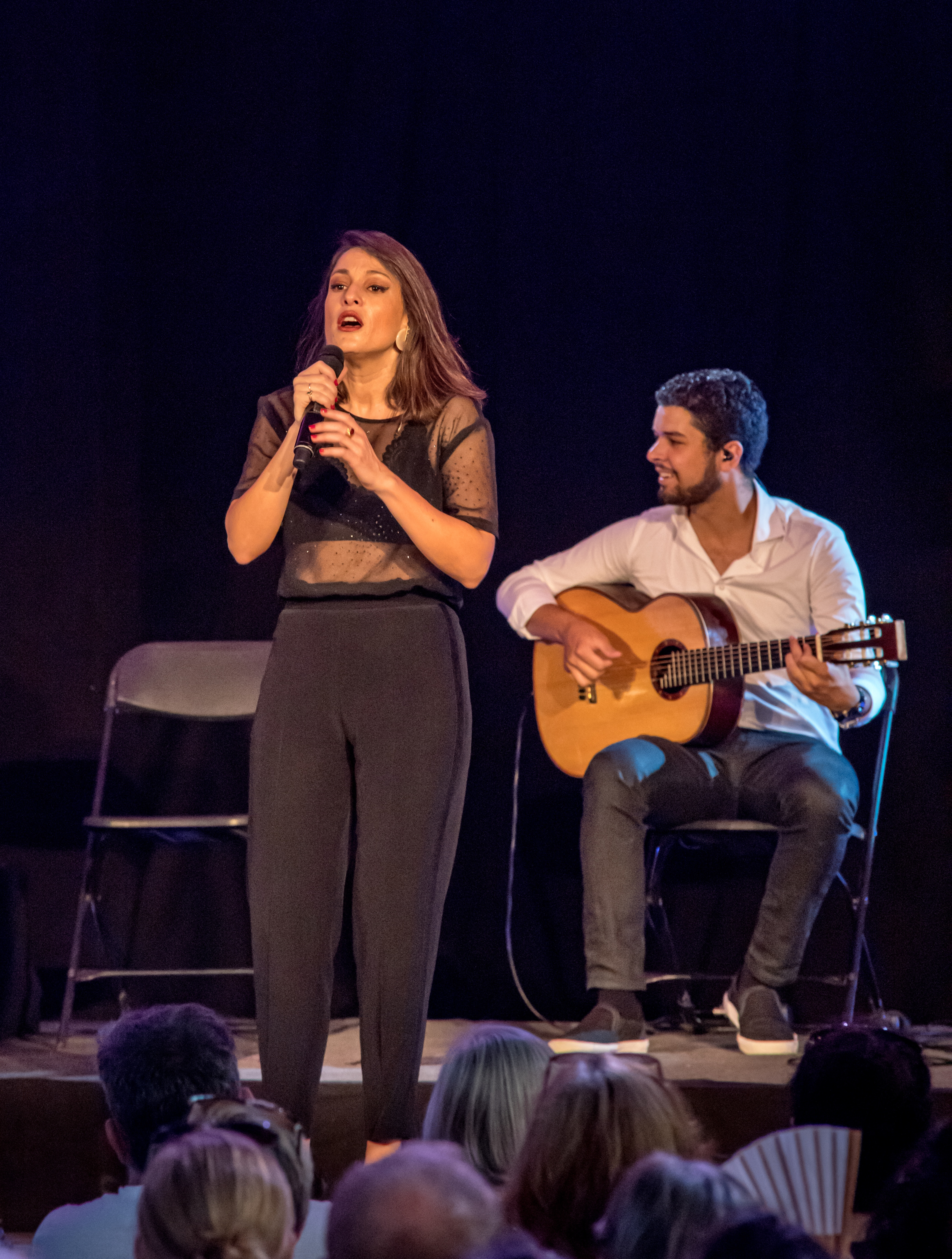
Carminho en el Zelt-Musik-Festival 2018 (Freiburg, Alemania)

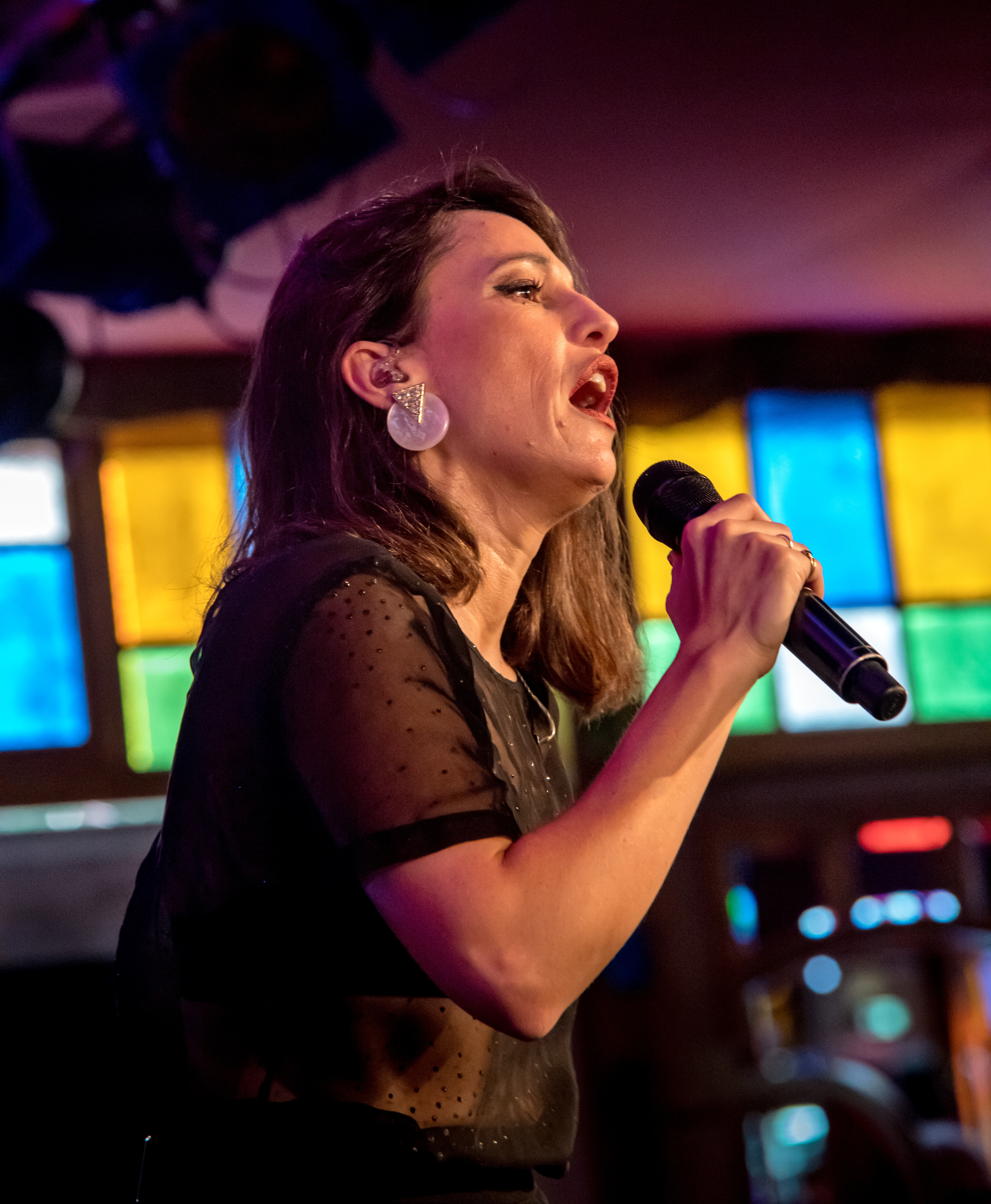
Carminho en el Zelt-Musik-Festival 2018 (Freiburg, Alemania)

Maria do Carmo de Carvalho Rebelo de Andrade (Lisboa, 20 de agosto de 1984), conocida artísticamente como Carminho, es una cantante y compositora portuguesa. Hija de la también cantante de fado Teresa Siqueira. Cantante de fado, interpreta también otros géneros musicales de la música popular portuguesa, la música popular brasileña y el jazz.

## Biografía
Carminho nació el 20 de agosto de 1984 en Lisboa, Portugal, hija de Nuno Maria Bello Rebelo de Andrade y Maria Teresa da Câmara de Siqueira Archer de Carvalho, cantante de fado. A los dos años, la familia se instaló en un pueblo del Algarve donde, desde muy pequeña, Carminho solía escuchar los álbumes de su madre, su principal influencia del fado, así como otros fados que sus padres escuchaban y cantaban. Además, Carminho se introdujo en la música brasileña gracias a las telenovelas cuyas bandas sonoras contenían canciones de Chico Buarque, Elis Regina, Milton Nascimento, Tom Jobim y Vinícius de Morais. A los 12 años, la familia regresa a Lisboa primero en el Bairro Alto y luego en Campo de Ourique. Su hermano, Francisco Rebelo de Andrade, también canta.  
Fue por esta época cuando su madre decidió hacerse cargo del local de fados A Taverna do Embuçado, que había pertenecido a João Ferreira Rosa, ubicado en el popular barrio de Alfama, concretamente en la Travessa do Embuçado. Allí Carminho toma contacto con algunos de los principales cantantes de fado, como João Ferreira Rosa, João Braga, Carlos Zel y Camané. En una fiesta organizada en la sala Coliseu dos Recreios, la niña Carminho pide a sus padres cantar y lo consigue gracias al guitarrista Paquito, que tocaba en el Embuçado por entonces. Cantó el «Fado do Embuçado». A partir de entonces, siempre que había un día especial, su madre la llevaba al Embuçado. Desde los 15 años, Carminho comenzó a cantar regularmente en el local de la familia.
Paralelamente a su actividad como cantante de fado, Carminho se licenció en Marketing y Publicidad en el IADE, en Lisboa.
El 29 de diciembre de 2018 se casó con el productor musical João Gomes. El 26 de mayo de 2020 anunció el nacimiento de su primera hija.

### Carrera musical
A pesar de cantar desde niña, solo a los 22 años decide emprender una carrera musical y eso tras un largo viaje de once meses alrededor del mundo que le sirvió para tomar esa decisión porque se sentía feliz cantando fado.
Después de terminar la carrera de Marketing y Publicidad, Carminho, que no quería ser un marketeer, decide emprender un viaje alrededor del mundo: en un año visitó India, China, Malasia, Singapur, Vietnam, Laos, Camboya, Timor, Australia, Nueva Zelanda, Isla de Pascua, Perú, Bolivia, Chile, Argentina, Uruguay y Brasil. 
Cantó en varios locales de fado como A Taverna do Embuçado, Petisqueira de Alcântara y Mesa de Frades y luego marchó a Suiza, en la quincena portuguesa, con el grupo Tertúlia de Fado Tradicional con el que grabó cuatro temas (»Toca Pr'á Unha», «O Vento Agitou O Trigo», «Fado Pombalinho» y «O Fado da Mouraria») del CD Saudades do Fado, publicado en 2003.
Participó en las ferias de toros celebradas en 2003 y 2004 en Santarém y actuó en Malata durante las celebraciones por la adhesión de Malta a la Unión Europea, invitada por la Embajada de Portugal
En 2005 cantó en un espectáculo que tuvo lugar en el Teatro Camões, ofrecido por el presidente turco Ahmet Necdet Sezer al presidente Jorge Sampaio. También en 2005 recibió el Premio Amália en la categoría de mujer revelación.
En 2006 colaboró en la grabación del disco "O Terço Cantado", que recibió la bendición apostólica del Papa Benedicto XVI. Las canciones son de Ramon Galarza y las voces de su hermano Francisco —participante en el programa "Operación Triunfo" portugués— y ella misma.
Carminho participó en la película 'Fados' de Carlos Saura (2007). El disco con la banda sonora incluía el sencillo Casa de Fados con la colaboración de Vicente da Câmara, Maria da Nazaré, Ana Sofia Varela, Carminho, Ricardo Ribeiro y Pedro Moutinho.
En mayo de 2008 participó en un concierto de Tiago Bettencourt; también actuó en la Casa da Música, en la Expo Zaragoza 2008 y fue invitada para el acto conmemorativo de los cuarenta y cinco años de carrera de Carlos do Carmo, en el Pavilhão Atlântico. También en 2008 interpretó "Gritava contra o silêncio", fragmento de un cuento de Sophia de Mello Breyner, en el primer disco inédito de João Gil.
Fue nombrada por el sitio Cotonete como uno de los nombres a seguir en 2009. El álbum de debut, "Fado", producido por Diogo Clemente, salió a la venta el 1 de junio de 2009.
En 2011 colaboró junto con el cantante español Pablo Alborán en la reedición y videoclip del tema 'Perdóname', interpretándola a dúo en perfecto español. Gracias a esta colaboración, Carminho se convirtió en la primera artista portuguesa en ser número 1 en las listas musicales españolas.
En 2014 publicó su tercer disco, Canto, que incorpora una mirada más actual a la música portuguesa tradicional. En él contó con importantes colaboraciones como las de Carlinhos Brown, Javier Limón, Marisa Monte o Caetano Veloso, entre otros.
En 2016 lanzó su cuarto disco, "Carminho canta Tom Jobin", en el que colabora con otros artistas como Marisa Monte, Chico Buarque o María Bethania, llegando a alcanzar el disco de platino.
En 2017 volvió a colaborar con el cantante malagueño Pablo Alborán, versionando el tema "Al paraíso", incluido en el disco "Prometo".
En 2018 lanzó su quinto álbum, Maria.
Carminho ha participado a lo largo de su carrera en numerosos festivales, como el WOMADelaide de Australia en 2014 o el Festival de Música Mundial de Gibraltar en Cueva de San Miguel de 2016.

## Reconocimientos y premios
Su primer disco, Fado, fue nombrado por la revista Time Out, como el mejor álbum revelación de fado de la década. Además, la revista británica Songlines lo nominó como uno de los diez mejores álbumes de 2011.
En 2013 se le concedió el Premio Carlos Paredes por su álbum, Alma.
En 2017 obtuvo el Globo de Oro de la Música, a la mejor intérprete, por el disco Carminho Canta Tom Jobim.

## Discografía
- Fado  (2009, EMI)
- Alma  (2012, EMI)
- Canto  (2014, Warner)
- Carminho Canta Tom Jobim  (2016, Warner)
- Maria  (2018, Warner)
- Portuguesa  (2023, Warner)